# Pitzschebach
Der Pitzschebach (auch: die Pitzsche) ist ein linker Zufluss zur Freiberger Mulde in Sachsen. Er fließt zum größten Teil durch den Zellwald.

## Verlauf
Der Pitzschebach entspringt nördlich von Großvoigtsberg am Erlicht (357,6 m) im südlichen Teil des Zellwaldes. Der Bach durchfließt den Zellwald mit nördlicher Richtung, wobei die Zellwaldbahn linksseitig seinem Lauf folgt. Südöstlich des Haltepunktes Zellwald, fließt der Pitzschebach zwischen den Einmündungen des Eselsbaches und des Barthelsbächels über die Mönchswiese; wo sich im 12. Jahrhundert linksseitig des Baches die Benediktinerabtei Alte Zelle befand. Nördlich davon überbrückt bei Siebenlehn die Bundesautobahn 4 das Pitzschebachtal. An der Bachbiegung bei den Dreierhäusern fließt linksseitig der Waldbach zu, von der Mitte des 19. bis zum Anfang des 20. Jahrhunderts war der Pitzschebach auf diesem Abschnitt im Bergwerksteich aufgestaut. Unterhalb des Teichdammes befindet sich rechts des Baches das Mundloch des Adolph-Stolln. Auf seinem Mittellauf durch den nördlichen Zellwald hat sich der Pitzschebach ein tiefes Tal gegraben. Östlich von Rosental verlässt der Bach den Zellwald. Auf seinem Unterlauf fließt der Bach zunächst am Waldgrabengut vorbei. Danach bildet der Pitzschebach am westlichen Stadtrand von Nossen die natürliche Grenze zur Ortslage Altzella, im Talgrund befand sich früher das Talbad. Kurz vor seiner Mündung wird der Bach von der Zellwaldbahn und der Bahnstrecke Borsdorf–Coswig überbrückt. Nach 10,5 Kilometern mündet der Pitzschebach am Fuße des Pfarrberges (250,9 m) beim Kloster Altzella in die Freiberger Mulde.

## Zuflüsse
- Gutebach (r)
- Eselsbach (l)
- Barthelsbächel (r)
- Alter Raufgraben (l)
- Waldbach (l)
- Adolph Stollnwasser (r)
- Lämmergraben (r)
- Waldgraben (r)

## Geschichte
Die um 1141 im mittleren Pitzschebachtal gegründete Benediktinerabtei Alte Zelle bestand keine 30 Jahre. 1170 erfolgte mit dem Zisterzienserkloster Altzella an der Mündung des Baches in die Mulde eine erneute Klostergründung in dem Waldgebiet. Anhand erhaltener Dämme ist erkennbar, dass das Kloster Altzella am Pitzschebach intensive Fischwirtschaft betrieb. Zudem lassen Hohlwege erkennen, dass aus dem Tal mehrere Fahrwege nach dem Rücken zwischen Pitzschebach und Mulde und wahrscheinlich weiter nach Freiberg führten. Nach der Aufhebung des Klosters Altzella gelangte 1540 der klösterliche Besitz im Pitzschebachtal an den kursächsischen Landesherrn.
Im Pitzschebachtal wurden früher verschiedene Erzbergwerke, wie Schwarze Katze Erbstolln, Johannes Erbstolln, Zella Erbstolln und Gesegnete Zeche, im Seitental des Waldgrabens bei Nossen der Preciosa Erbstolln und der Schiller Erbstolln, betrieben. Ihr Betrieb war in der Regel nur von kurzer Dauer.

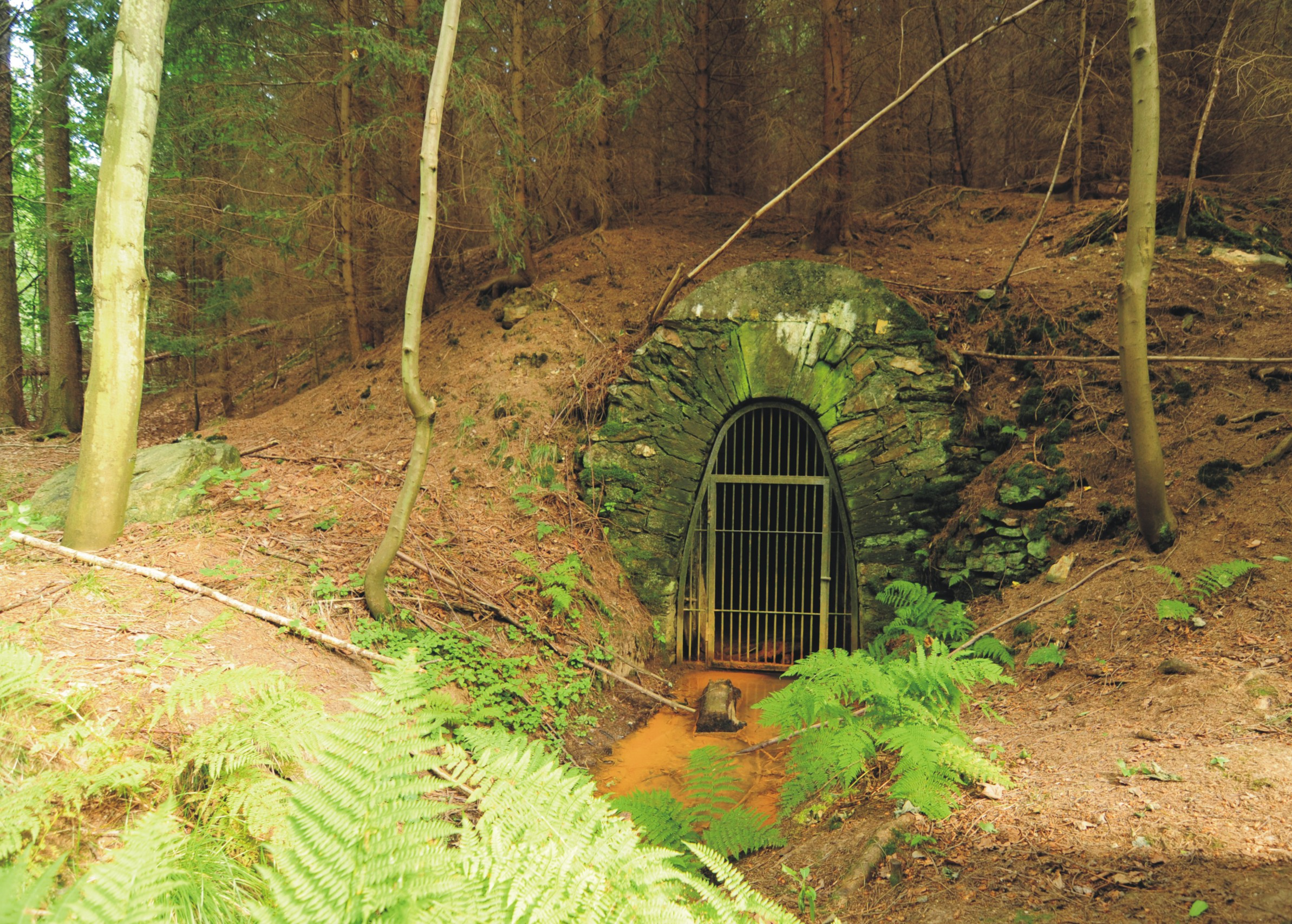
Mundloch des Adolph Stolln

Zur Herbeiführung von Aufschlagwasser für die Kunstgezeuge auf Segen Gottes Erbstolln bei Gersdorf wurde ab 1788 von Rosental her die Rosenthaler Rösche vorgetrieben, um Wasser aus dem Pitzschebach in den Marienbach einzuleiten und von Marbach über weitere Röschen und Kunstgräben dem Unteren Krebsteich zuzuführen. 1803 begann der Vortrieb des Adolph Stolln, eines Beilehns von Segen Gottes Erbstolln. Der aus dem Pitzschebachtal nach Südosten zum Bruno Schacht bei Siebenlehn getriebene Wasserzuführungsstolln mit drei Lichtlöchern leitete der Gersdorfer Bergwerkswasserversorgung Wasser aus dem Romanus Erbstolln zu. 1817 war der Adolph Stolln, im Jahr darauf die gesamte Gersdorfer Bergwerkswasserversorgung fertiggestellt. Die nach dem Ausbau des Grubenbetriebs auf Segen Gottes Erbstolln unzureichende Aufschlagwassermenge führte 1837 zum mit Romanus Erbstolln bei Siebenlehn gemeinschaftlichen Forttrieb des Adolph Stolln, um beiden Gruben Wasser aus dem Tiefe Hilfe Gottes Stolln bei Obergruna zuzuführen. 1843 wurde der Pitzschebach oberhalb des Mundloches des Adolph Stolln mit einem sieben Meter hohen Damm zu einem Bergwerksteich angestaut. Im Jahre 1864 war die Verbindung des Adolph Stolln zum Grüner Cypressenbaum Tageschacht bei Obergruna hergestellt, damit war der 2699,7 Lachter lange Stolln vollendet. Nach der 1885 erfolgten Betriebseinstellung wurden die Röschen und Kunstgräben sich selbst überlassen und der nicht mehr benötigte Bergwerksteich am Pitzschebach abgegraben.
Zwischen 1872 und 1873 erfolgte der Bau der Zellwaldbahn entlang des Pitzschebachtals; am Dampfsägewerk Zellwald entstand 1938 der Haltepunkt Zellwald. Zwischen 1934 und 1938 wurde unweit des Haltepunktes die Brücke der Reichsautobahn 4 über dem Pitzschebach errichtet.
Unterhalb der Straßenbrücke zwischen Nossen und Zella entstand zum Ende des 19. Jahrhunderts im Pitzschebachtal das Talbad. Während des Zweiten Weltkrieges wurde im November 1944 zwischen dem Talbad und der Klostermühle ein dem SS-Kommando B5 in Lobositz zugeordnetes Außenlager des KZ Flossenbürg angelegt. In dem von den Häftlingen im Pitzschebachtal zwischen dem Talbad und dem Pfarrberg errichteten Barackenlager waren bis zu 500 Gefangene untergebracht, die in der Klostermühle für das Tarnunternehmen "Nowa" der Firma Warsitz Waffenhülsen fertigten oder in Roßwein in der Gießerei Ebro-Werk für die Ernst-Broer-Werke arbeiten mussten. Von den ca. 650 Häftlingen verstarben über hundert. Das KZ-Außenlager wurde am 14. April 1945 geräumt und die Baracken angezündet.
Das Wasser der Pitzsche wurde zur Trinkwassergewinnung von Nossen eingesetzt, vor allem aus dem im Zellwald befindlichen Ochsenteich. Im Zuge des Ausbaus der Autobahn A4 wurde dies Ende der 1990er Jahre zurückgebaut und der Ochsenteich renaturiert. sowie die Trinkwasserschutzzone Nossen-Zellwald-Ochsenteich aufgehoben.